# Norbert Siegmann
Norbert Siegmann (* 20. Mai 1953 in Berlin) ist ein ehemaliger deutscher Fußballspieler.
In der Fußball-Bundesliga hat Siegmann 209 Bundesligaspiele für VfB Stuttgart, Tennis Borussia Berlin und Werder Bremen bestritten. Dabei hat er 10 Tore erzielt. Ebenfalls kam er in der 2. Liga zu 8 Toren in 79 Spielen.

## Karriere
Siegmann begann seine Fußballlaufbahn bei Wacker 04 Berlin, mit der er 1971 Berliner Pokalsieger wurde. Danach spielte er eine Saison für Tasmania Berlin in der Regionalliga Berlin (1971/72) und wurde Berliner Vize-Meister. Für Tasmania schoss er 2 Tore in 29 Regionalligaspielen. Er kam auch zu 2 Einsätzen in der Aufstiegsrunde zur Bundesliga gegen den Wuppertaler SV und den VfL Osnabrück, die Tasmania beide verlor. Unter dem Trainer Hermann Eppenhoff wechselte er zum VfB Stuttgart. Von 1972 bis Ende 1973 kam er zu 28 Bundesligaeinsätzen für den VfB Stuttgart. Zum 1. Januar 1974 wechselte er zu Tennis Borussia Berlin, für die er bis 1976 in 28 Bundesligaspielen und 37 Spielen in der 2. Liga zum Einsatz kam; hierbei schoss er insgesamt 4 Tore.  Von 1976 bis 1984 spielte er für Werder Bremen. Für Werder kam er zu 193 Einsätzen, davon 40 Spielen in der 2. Liga Nord und 153 Spiele in der 1. Bundesliga. Er erzielte in diesen Spielen 4 Tore in der 2. Liga und 10 Tore in der Bundesliga. Er wurde in der Saison 1984/85 nicht mehr in der Bundesliga eingesetzt und verließ nach dieser Saison Werder. Seine letzte Station im Profifußball war der SC Fortuna Köln, für die er in der Saison 1985/86 zweimal in der 2. Bundesliga aufgelaufen ist. Weiterhin kam er für Werder Bremen zu 6 Spielen im DFB-Pokal.
Siegmann spielte sowohl in der Abwehr als auch im Mittelfeld.

### Foul an Lienen
Am 14. August 1981 wurde bei einem Foul von Siegmann im Spiel seines Klubs Werder Bremen gegen Arminia Bielefeld Ewald Lienen schwer verletzt. Lienen erlitt eine 25 Zentimeter lange offene Fleischwunde am Oberschenkel, in der die Muskeln zu sehen waren. Die Fotos beherrschten noch Tage nach dem Spiel die Zeitungen. Lienen warf danach Siegmanns Trainer Otto Rehhagel vor, Siegmann aufgefordert zu haben, ihn absichtlich zu foulen. Siegmann, der in seiner gesamten Karriere keine Rote Karte erhielt, bestritt dies. Er sagte später in einem Interview, dass das Foul durch Übermotivation und Unerfahrenheit geschehen sei.

## Nach der Karriere
Siegmann musste 1986 seine Karriere verletzungsbedingt beenden. Er reiste um die Welt, besuchte dabei das Yoga-Zentrum Rishikesh und lebte mehrere Jahre in Indien. Siegmann ist heute bekennender Buddhist.
Vom 17. Juni 2008 bis zur Verschmelzung mit dem Bremer SV im Jahr 2015 war Siegmann als Trainer der Herrenmannschaft des Kreisligisten SV Weser 08 Bremen  tätig.